# Xyris leonensis
Xyris leonensis är en gräsväxtart som beskrevs av Frank Nigel Hepper. Xyris leonensis ingår i släktet Xyris och familjen Xyridaceae. Inga underarter finns listade i Catalogue of Life.